# أبو طالب المكي
أبو طالب المكي أحد شيوخ الصوفية في القرن الرابع الهجري. صاحب كتاب «قوت القلوب في معاملة المحبوب» المشهور في التصوف، الذي أخذ منه الإمام أبو حامد الغزالي في كتابه «إحياء علوم الدين». واسمه محمد بن علي بن عطية الحارثي، ولم يكن من أهل مكة، وإنما كان من أهل الجبل وسكن مكة فنسب إليها.

## روى عن
- أبي بكر الآجري.
- أبي بكر بن خلاد النصيبي.
- محمد بن عبد الحميد الصنعاني.
- أحمد بن ضحاك الزاهد.
- علي بن أحمد المصيصي.
- محمد بن أحمد المفيد.

## أخذ عنه
- عبد العزيز الأزجي، وغير واحد.

## صفاته
قال الخطيب : حدثني العتيقي والأزهري أنه كان مجتهدا في العبادة.
وقال أبو القاسم بن بشران : دخلت على شيخنا أبي طالب، فقال : إذا علمت أنه قد ختم لي بخير، فانثر على جنازتي سكرا ولوزا، وقل : هذا الحاذق، وقال : إذا احتضرت، فخذ بيدي، فإذا قبضت على يدك، فاعلم أنه قد ختم لي بخير، فقعدت، فلما كان عند موته، قبض على يدي قبضا شديدا، فنثرت على جنازته سكرا ولوزا.
ولأبي طالب رياضات وجوع بحيث أنه ترك الطعام، وتقنع بالحشيش حتى اخضر جلده.
رأيت لأبي طالب أربعين حديثا بخطه، قد خرج فيها عن عبد الله بن جعفر بن فارس الأصبهاني إجازة، وفيها عن أبي زيد المروزي من صحيح البخاري، أولها : «الحمد لله كنه حمده بحمده».

## آراء العلماء فيه
قَالَ العتيقي: وكان رجلا صالحًا مجتهدا في العبادة، وله مصنفات في التوحيد.
قال الخطيب البغدادي: صنف كتابا سماه قوت القلوب على لسان الصوفية، ذكر فيه أشياء منكرة مستشنعة في الصفات.
قال أبو طاهر محمد بن علي ابن العلاف: أنه وعظ ببغداد وخلط في كلامه وحفظ عنه أنه قال ليس على المخلوقين أضر من الخالق فبدعه الناس وهجروه.
قال ابن الجوزي: وصنف لهم أَبُو طالب المكي قوت القلوب فذكر فيه الأحاديث الباطلة وما لا يستند فيه إِلَى أصل من صلوات الأيام والليالي وغير ذلك من الموضوع وذكر فيه الاعتقاد الفاسد.

## وفاته
توفي لست خلون من شهر جمادى الآخرة سنة 386 هـ ببغداد في زمن الخليفة العباسي القادر بالله، ودفن بمقبرة المالكية، وقبره بالجانب الشرقي، وهو مشهور هناك يزار.